# Irène Koki Mutungi
La commandant de bord Irene Koki Mutungi, aussi appelée Koki Mutungi, est une pilote professionnelle au Kenya, la plus grande économie de la Communauté d'Afrique de l'Est. Elle fut la première femme sur le continent africain à piloter un Boeing 787 Dreamliner. Elle travaille pour Kenya Airways, la compagnie nationale du Kenya,.

## Premières années et formation
Elle naît en 1976 de parents kényans. Son père était pilote de ligne à Kenya Airways. Il a depuis pris sa retraite et est consultant pour l'aviation. Koki fréquente l'école Moi Girls School Nairobi. Après ses études secondaires, en 1992, à l'âge de 17 ans, elle s'inscrit à l'école de pilotage de Nairobi à l'aéroport Wilson, où elle obtient sa licence de pilote privé. Elle poursuit sa formation de pilote à Oklahoma City aux États-Unis, où elle obtient la licence de pilote professionnel avion, délivrée par la Federal Aviation administration,.

## Carrière
Elle retourne au Kenya en 1995, et est embauchée par Kenya Airways, où elle reste la seule femme pilote pendant six ans. En 2004, elle est devenue la première femme Africaine certifiée pour piloter un avion commercial, lorsqu'elle a été certifiée pour être commandant de bord d'un Boeing 737. Elle a plus tard été certifiée pour piloter le Boeing 767. 
Elle a ensuite suivi le stage d'adaptation qui lui a permis de faire la transition vers commandant d'un Boeing 787 Dreamliner. Kenya Airways l'a depuis promue Commandante du B787, faisant d'elle la première femme Africaine à tenir ce rôle dans le monde. Son employeur a fait cette annonce le 15 avril 2014.

## Autres considérations
Sa motivation à devenir pilote s'est formée pendant son enfance, en observant son père, à l'époque pilote pour Kenya Airways. Le commandant Mutungi, qui a un fils, né vers 2006, aime voler et parrainer d'autres personnes, en particulier les femmes pilotes. En septembre 2014, Mutungi faisait partie des 39 femmes pilotes de Kenya Airways, sur un total de 530, et elle était commandant de bord sur la ligne Nairobi-Paris effectuée en B787. Elle pense à créer sa propre compagnie aérienne, où la moitié des pilotes seraient des femmes.